# Girard d'Arle
Girard d'Arle fou un misteriós comte d'Arle vers 858-870.
Per uns es tracta de Sant Girard, que tenia molta influència a la regió de Provença, i per altres de Girard del Rosselló. El comte Girard fou desposseït pel comte Bosó de Provença, després rei de la Borgonya Cisjurana (Bosó I)